# Kolar
Kolar è una città dell'India di 113.299 abitanti, capoluogo del distretto di Kolar, nello stato federato del Karnataka. In base al numero di abitanti la città rientra nella classe I (da 100.000 persone in su).

## Geografia fisica
La città è situata a 13° 7' 60 N e 78° 7' 60 E e ha un'altitudine di 821 m s.l.m..

## Società

### Evoluzione demografica
Al censimento del 2001 la popolazione di Kolar assommava a 113.299 persone, delle quali 57.773 maschi e 55.526 femmine. I bambini di età inferiore o uguale ai sei anni assommavano a 14.573, dei quali 7.446 maschi e 7.127 femmine. Infine, coloro che erano in grado di saper almeno leggere e scrivere erano 81.597, dei quali 44.066 maschi e 37.531 femmine.